# Cléo de Mérode
Cléopâtre-Diane de Mérode, famosa con il nome d'arte di Cléo de Mérode (Parigi, 27 settembre 1875 – Parigi, 17 ottobre 1966), è stata una ballerina, modella e socialite francese, conosciuta per essere stata una delle donne più rappresentative della Belle Époque..

## Biografia

### Infanzia ed educazione

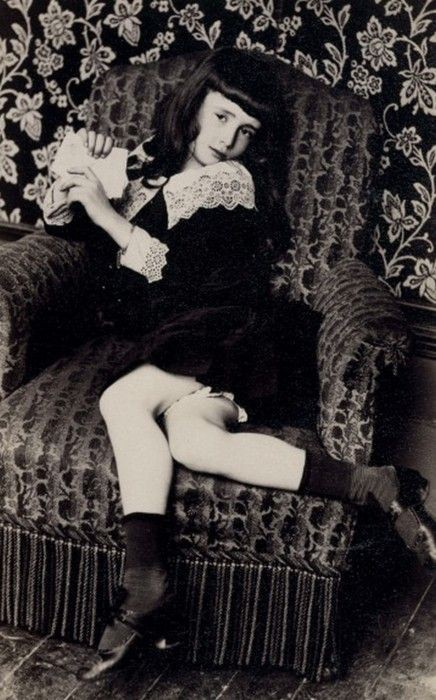
Cléo de Mérode fotografata in tenera età nel 1885 circa

Di nobile nascita, figlia della baronessa austriaca Vincentia de Mérode (dama di corte dell'imperatrice Elisabetta di Baviera) e di Theodor Christomannos, Cléo si chiamava in realtà Cléopâtre-Diane. Venuta al mondo in un appartamento borghese di Parigi, Cléo crebbe come una parigina; eletta reginetta di bellezza da un concorso indetto da una rivista illustrata, Cléo fu avviata alla danza in giovane età presso la scuola dell'Opéra di Parigi, dimostrando buona attitudine alla disciplina. Il suo debutto avvenne appena undicenne.

### Celebrità

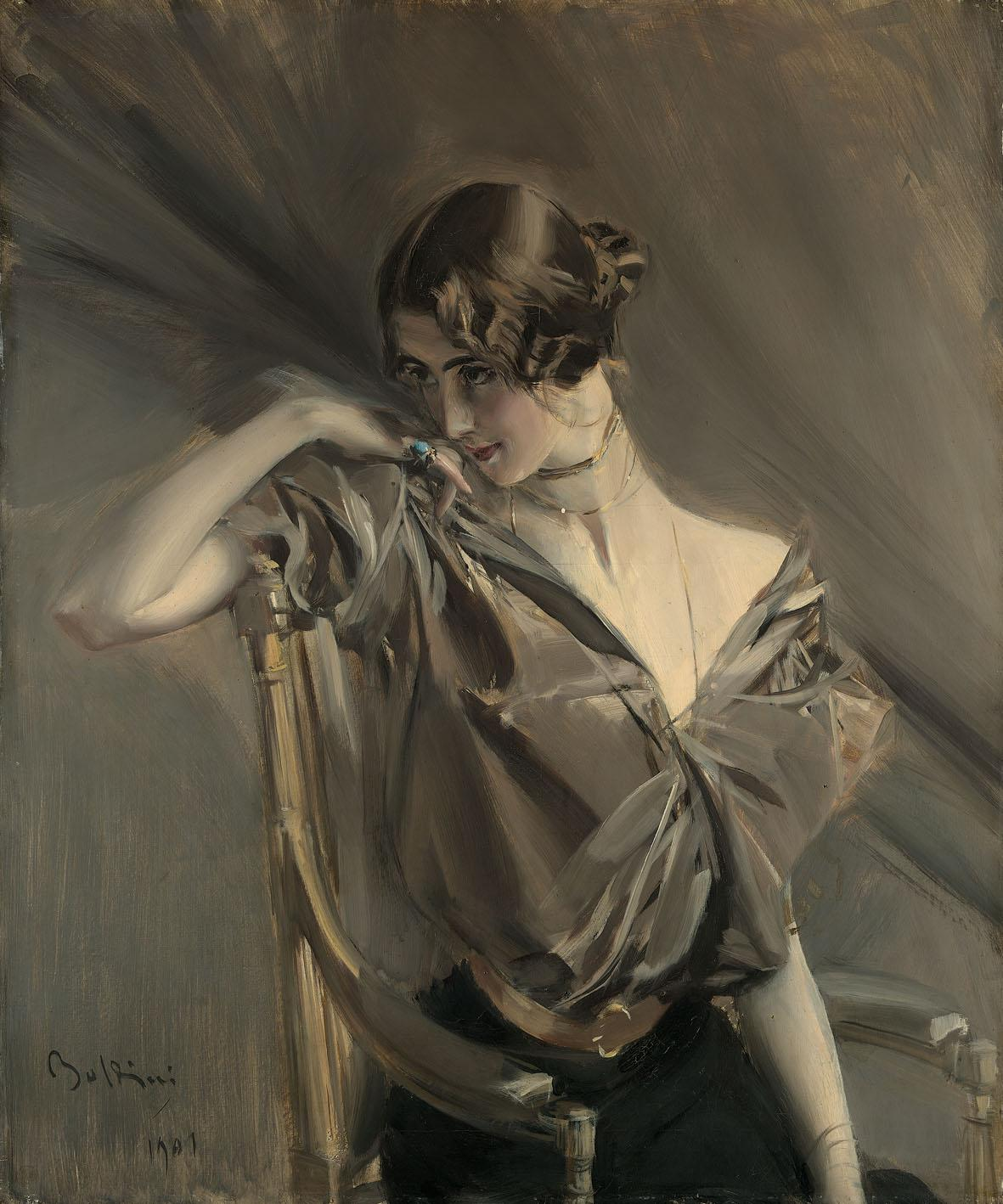
Cléo de Mérode ritratta da Giovanni Boldini nel 1901.

In breve il successo le arrise, e la sua bellezza e grazia divennero un solido punto di riferimento per le donne francesi, che ne imitarono stile e modo di vestire. Cléo posò come modella per diversi artisti, tra i quali Toulouse-Lautrec, Edgar Degas e Giovanni Boldini, divenendo anche così il fulcro di quel mondo, cosiddetto di "fine secolo". Cléo in particolare ideò una pettinatura a bande piatte sulle orecchie, che sarebbe stata destinata a siglare la moda della Belle Époque. I fotografi dell'epoca fecero a gara nel riprodurne le fattezze, che finirono (per la prima volta per una "demi-mondana") anche sulle cartoline, cosicché la immagine di Cléo finì per raggiungere angoli del globo che ella non visitò mai.

### Relazione con Leopoldo II del Belgio

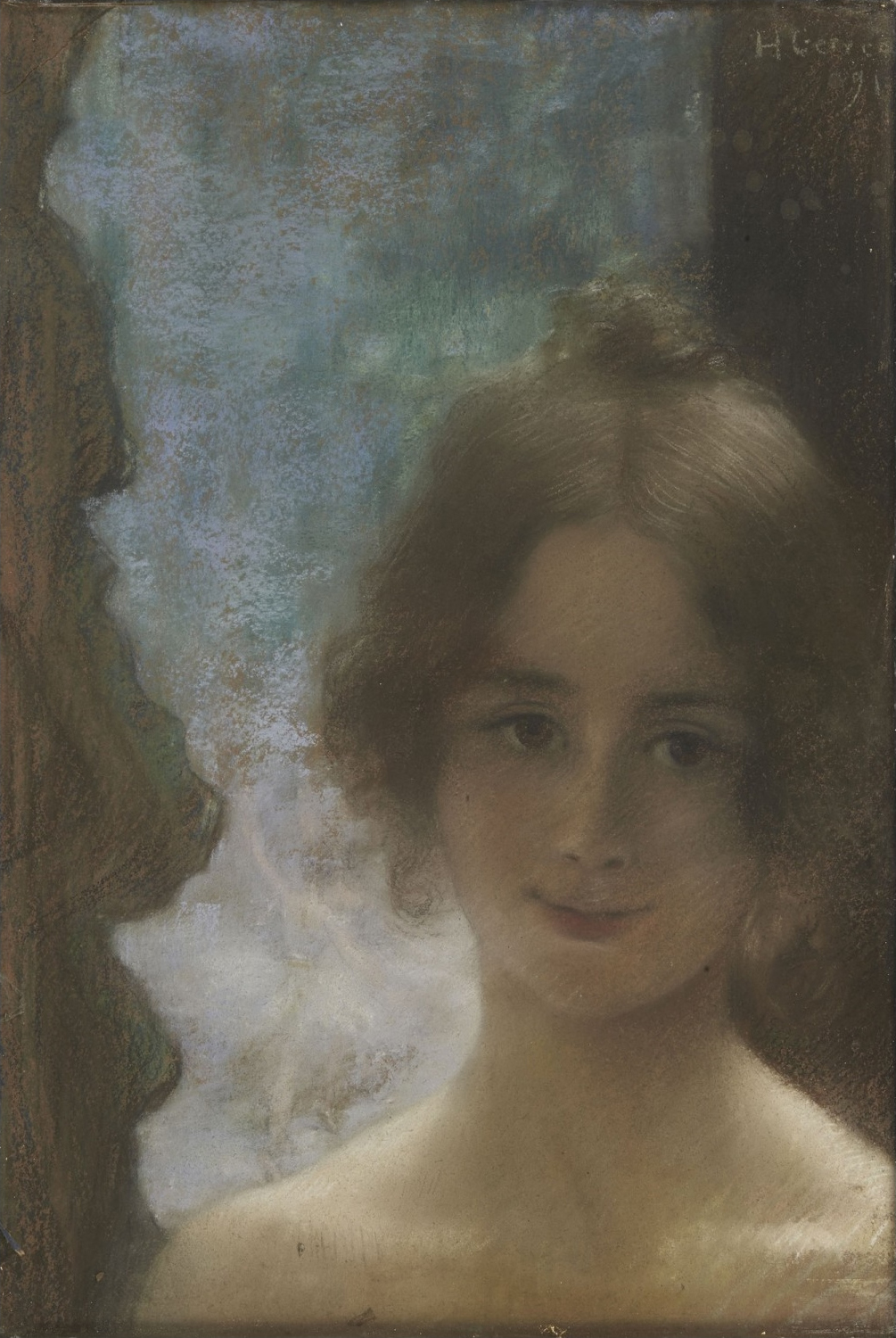
Ritratto di Cléo de Mérode di Henri Gervex.

Celebre fu la sua presunta relazione segreta con il monarca Leopoldo II del Belgio, ribattezzato nei salotti di Europa "Cleopoldo". Il sovrano si era innamorato di Cléo dopo averla veduta in una rappresentazione della verdiana Aida in cui la giovane (all'epoca dei fatti quindicenne, mentre Leopoldo II aveva oltre 60 anni) impersonava un'egizia. La storia spalancò a Cléo - il cui raro talento nella disciplina tersicorea venne presto universalmente ammirato - i palcoscenici di mezzo mondo, portandone la fama persino in Russia e negli Stati Uniti d'America. Nel 1914 - quando il mondo che fu ai piedi di Cléo giungeva alla fine - la fama della bella danzatrice era ormai al culmine, anche perché nel frattempo Cléo si era data anche al cinema e all'operetta. Durante il conflitto, ella prese parte agli spettacoli della Croce Rossa, organizzati per i feriti delle Nazioni Alleate della Francia.

### Ultimi anni e morte

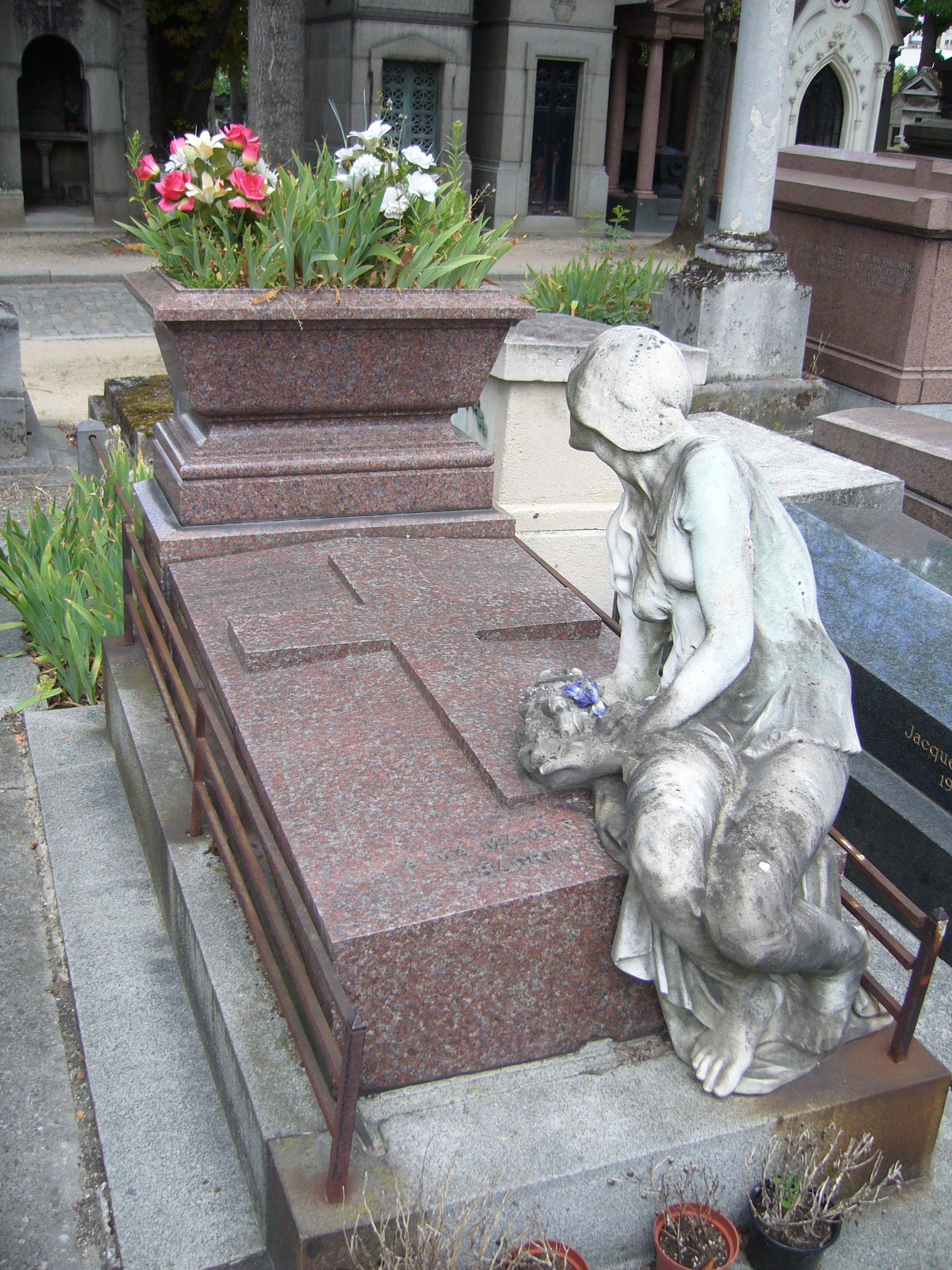
La tomba di Cléo al cimitero di Père-Lachaise.

Fu legata sentimentalmente ad un aristocratico francese che poi morì in giovane età, e a Luis de Perinat, scultore spagnolo, per più di 10 anni; non si conoscono altre relazioni e decise di non sposarsi. Infine morì, quasi dimenticata - largamente sopravvissuta al mondo del quale era stata l'idolo - a Parigi, in un appartamentino modesto nei pressi del Parco Monceau. Venne inumata nel cimitero di Père-Lachaise.
Cléo de Mérode è raffigurata nel Casinò di Monte Carlo, in un quadro della Sala Bianca.